# Xinzo de Limia (kommunhuvudort)
Xinzo de Limia är en kommunhuvudort i Spanien.   Den ligger i provinsen Provincia de Ourense och regionen Galicien, i den nordvästra delen av landet, 400 km nordväst om huvudstaden Madrid. Xinzo de Limia ligger 625 meter över havet och antalet invånare är 10 161.
Terrängen runt Xinzo de Limia är platt österut, men västerut är den kuperad. Runt Xinzo de Limia är det ganska glesbefolkat, med 48 invånare per kvadratkilometer. Xinzo de Limia är det största samhället i trakten. Trakten runt Xinzo de Limia består till största delen av jordbruksmark.